# Кралёва
Кралёва (словац. Kráľová) — одно из крупнейших водохранилищ Словакии, расположенное на реке Ваг, между городами Середь и Шаля. Наполнено в 1985 году для использования реки Ваг как источника энергии, хранения воды для орошения земель, разведения рыб и так далее. Входит в группу дамб на реке Ваг. Ежедневная мощность энергии от воды — 45 МВт.